# أيمن زيدان
أيمن زيدان (1 سبتمبر 1956-)، ممثل، مخرج، منتج ، كاتب ، ومقدم برامج سوري.

## حياته ونشأته
ولد أيمن غالب شكري زيدان  أو أيمن زيدان في الأول من سبتمر عام 1956 في مدينة صغيرة تسمى الرحيبة تقع على بعد 50 كم شمال شرق دمشق، نشأ في أسرة محافظة متوسطة الحال، كان والده - غالب زيدان - يعمل شرطيًا، وجده -شكري زيدان- كان مختارا لهذه البلدة، جده الأكبر ظاهر العمر الزيداني. آخر ما كانت تحلم به «الأسرة الزيدانية» أن يكون ابنها البكر فنانًا، أسرته المكونة من خمسة شباب وثلاث بنات، وكان أول من عاكس رغبة الأهل، عاش في بيت متواضع لا يتجاوز الـ60 متراً، رحلته مع الدنيا كانت شاقة فيها أحلام وانكسارات، وهو من قرية في ريف دمشق، نزح منها إلى المدينة للبحث عن العمل. عمل في سن الرابعة عشرة، ففي العطل الصيفية عمل سائق سيارة ميكانيكي، وفي مطعم، ومدرساً في مدرسة ابتدائية أثناء دراسته الجامعية.
عمل ملقناً بغرفة جاره الفنان نزار فؤاد لمدة خمسة أعوام وكان عمره ستة عشر عاما ثم مساعد مخرج وممثل. هو الأخ الأكبر للممثلين شادي زيدان ووائل زيدان، ابن عمه أمير زيدان عالم الشريعة في الغرب. بيته هو البيت الذي مثّل فيه مسلسل حنين، عاش في قرية الرحيبة طوال فترة طفولته لأنه اضطر في مرحلة الصبا إلى الانتقال هو وأسرته إلى العاصمة دمشق لظروف عمل الوالد وهناك حدث أول احتكاك بينه وبين عالم المسرح حيث كان يعمل في الإجازة الصيفية كملقن للنصوص المسرحية فكثر وتعاظم حبه لهذا المجال وظهر ولعه بالفن وعرض الأمر على أسرته التي وجد منها معارضة لهذا الموضوع في البداية فاضطر بعد انتهائه من مرحلة الثانوية العامة إلى الالتحاق بكلية الحقوق وظل بها لمدة عام دراسي واحد إلا أنها لم تجد صدى قبول في نفسه فالتحق في العام التالي بكلية التجارة وأمضى بها عام إلا أنه حدث الشيء الذي غيّر مسار حياته وهو افتتاح معهد للفنون المسرحية في سوريا فقرر الانضمام إليه فورا وكان يبلغ من العمر آنذاك 22 عاما وضم هذا المعهد بهذا العام أشخاص صاروا نجوما في وقتنا الحالي مثل الفنان جمال سليمان ولا عجب في ذلك فقد تتلمذ هولاء النجوم على يد مبدعين في عالم الفن مثل الفنان أسعد فضة ووليد القوتلي والراحل فواز الساجر دخل معهد الفنون العالي المسرحية بدمشق عام 1978 وتخرج عام 1981 هو حامل الشهادة رقم "1".
في عام 2016 خضع أيمن لعلمية قص في المعدة حيث خسر 35 كيلو غراما من وزنه حيث شعر بتحسن وقدرة على الحركة والعمل بشكل أفضل.

## المسيرة الفنية
عمل بعد تخرجه في المسرح حيث كان هو حبه الأول والسبب في دخوله معهد الفنون المسرحية فاشترك في عدة مسرحيات سواء كممثل أو كمخرج وأعطى الكثير من إبداعه إلى المسرح القومي والمسرح الجوال حتى أنه سافر إلى ألمانيا للحصول على دورة في الإخراج المسرحي ببرلين.
بعدها بعدة سنوات صار مديرا للمسرح الجوال إلا أنه قرر خوض تجربة الوقوف أمام كاميرا التلفزيون لأول مرة عام 1983 عندما منحه المخرج مأمون البني دور في مسلسل نساء بلا أجنحة.
منحه أيضا المخرج محمد ملص فرصة كبيرة وبداية مميزة لإثبات نفسه أمام كاميرات السينما عندما أعطاه دور مهم في فيلم أحلام المدينة الحائز على جائزة مهرجان كان عام 1984 وتوالت عليه الأعمال بعد ذلك.

### عمله كمنتج
أدار أيمن زيدان خلال مسيرته الفنية شركتي إنتاج قدمتا سلسلة من أهم أعمال الدراما السورية بين أوائل تسعينيات القرن الماضي، ومنتصف العقد الأول من القرن الحادي والعشرين العشرين هما: «الشام الدولية للإنتاج السينمائي والتلفزيوني» و«الشرق» ويشرف على شركته الخاصّة «أكشن».

## العمل السياسي
انتخب كنائب في البرلمان السوري «مجلس الشعب» لدورة واحدة بدءاً من العام 1999.

## الحياة الشخصية
كانت حياته معقدة بعض الشيء فقد تزوج أكثر من مرة كانت الأولى حينما كان في مطلع الثلاثينات من عمره زوجته الأولى كانت من خارج الوسط الفني واستمر الزواج لمدة أربعة عشر عاما ولكن لم يقدر له الاستمرار فتم الانفصال رزق منها بأولاده غالب، حازم، نورة، نوار الذي توفي في يوم الأربعاء الموافق الرابع من مايو عام 2011 نتيجة إصابته بنوع نادر من داء السرطان.
تزوج للمرة الثانية فجأة وبدون مقدمات من الفنانة نورمان أسعد بعد الانتهاء من تصوير مسلسل يوميات جميل و هناء ولكن تم الانفصال بالسرعة نفسها التي تم بها الزواج حيث انفصلا لأسباب غير معروفة ولكن ظلا صديقين وشاركا معا في بطولة مسلسل ألو جميل ألو هناء الجزء الثاني من مسلسل يوميات جميل و هناء.
تزوج بعد طلاقه الأول من نورمان أسعد من سيدة كويتية من خارج الوسط الفني ولكن كان زواجا غير ناجح فحدث الانفصال بعد عدة شهور من إتمامه  رزق منها بابنته يمنى
تزوج مرة أخرى بعد سنة واحدة من الانفصال من الفنانة نورمان أسعد ودام الزواج لمدة ثلاث سنوات ولكن لم يقدر لهما الاستمرار مرة أخرى وانفصلا عام 2003 بعد أن أثمر زواجهم عن ابنة وحيدة هي جودي التي بقيت في حضانة والدتها.
تزوج أيمن زيدان مرة أخيرة عام 2007 عندما كان يقوم ببطولة المسلسل المصري عيون ورماد فتعرف إلى السيناريست المصرية نشوى زايد ابنة الكاتب الراحل محسن زايد في مناسبة وتم الزواج في العام نفسه وما زال الزواج مستمرا لغاية الآن.

## الجدل

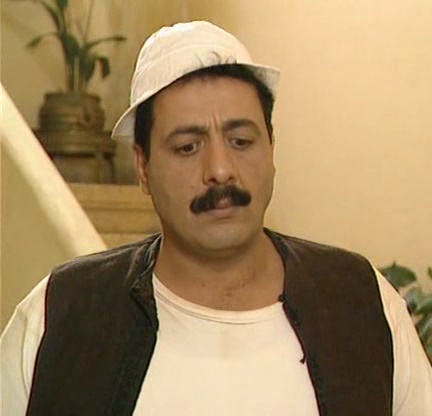
أيمن زيدان في مسلسل نهاية رجل شجاع.

أثار أيمن زيدان جدلاً بين متابعيه حين حل ضيفا في برنامج المجهول الذي يقدمه الإعلامي رودولف هلال قائلا إنه لا يؤمن بوجود النار في الآخرة، ويؤمن فقط بوجود الجنة.
وأضاف: «أن المعتقدات، أسئلة ميتافيزيقية تتطور تبعاً للمراحل العمرية للإنسان والبيئة والثقافة، ففي مقتبل العمر لا يكترث الإنسان كثيراً بطرح أسئلة دينية على نفسه، لكن مع تقدمه في العمر، قد يصل إلى قناعة بشأن وجود الآخرة»
وردا على سؤال طرحه رودولف، بشأن إيمانه بوجود الآخرة والجنة والنار قال إنه “يؤمن بالحياة بعد الموت، لكنه لا يؤمن إلا بوجود الجنة فقط”.
وأضاف أيضًا: «مسألة جنة ونار أنا رأيي أن بعد الموت فيه جنة فقط، قناعتي الشخصية (الجنة وسع السماوات والأرض) أكيد رح تِسع غالبية الناس، أنا مؤمن إذا كان هناك عالم آخر، فهناك جنة دائماً».

## الجوائز والتكريم
- 2017:  الجزائر جائزة مهرجان “وهران” الدولي للفيلم العربي عن فئة أفضل ممثل في الأفلام الروائية الطويلة عن دوره في فيلم “الأب” لمخرجه باسل الخطيب[17]
- 2017: مصر أفضل ممثل عربي في مسابقة نور الشريف للفيلم العربي، عن دوره في فيلم «الأب» للمخرج باسل الخطيب، والذي حصل على جائزة لجنة التحكيم الخاصة لأفضل فيلم عربي خلال مهرجان الإسكندرية السينمائي لدول البحر المتوسط.[18]
- 2019: إيران جائزة السلام في ختام فعاليات مهرجان الفجر السينمائي في العاصمة الإيرانية طهران ضمن مسابقة أفلام الشرق عن فيلمه أمينة[19]

## أعماله

### في التلفزيون

#### المسلسلات
| سنة الإنتاج | المسلسل                                       | الشخصية                 |
| ----------- | --------------------------------------------- | ----------------------- |
| 1983        | نساء بلا أجنحة                                | عبد الستار              |
| 1985        | عودة عصويد                                    | كومبارس                 |
| 1985        | حصاد السنين                                   | مصطفى                   |
| 1987        | امرأة لا تعرف اليأس                           | رشدي                    |
| 1989        | لك يا شام                                     | أنيس                    |
| 1991        | هجرة القلوب إلى القلوب                        | هلال                    |
| 1991        | الخشخاش                                       | تيسير                   |
| 1992        | سكان الريح                                    | عادل                    |
| 1992        | الدغري                                        | جلال                    |
| 1992        | اختفاء رجل                                    | الرائد أسامة            |
| 1993        | ابتسامة على شفاه جافة                         | فريد                    |
| 1994        | نهاية رجل شجاع                                | مفيد الوحش              |
| 1994        | المهر الدامي                                  | أسعد الدعاس             |
| 1995        | يوميات مدير عام                               | أحمد عبد الحق           |
| 1995        | يوم بيوم                                      | رامي                    |
| 1995        | الجوارح                                       | أسامة                   |
| 1996        | صوت الفضاء الرنان                             | منيب                    |
| 1996        | إخوة التراب                                   | إسماعيل درويش           |
| 1997        | يوميات جميل وهناء                             | جميل الحمصي             |
| 1997        | هوى بحري                                      | عبد الله البربور        |
| 1997        | تل الرماد                                     | كايد بيك                |
| 1997        | تاج من شوك                                    | الملك زغل               |
| 1997        | أيام الغضب                                    | ضرغام                   |
| 1998        | الطويبي                                       | طاهر الطويبي            |
| 1998        | إخوة التراب                                   | الشيخ صالح العلي        |
| 1999        | جواد الليل                                    | جواد                    |
| 1999        | بطل من هذا الزمان                             | سعيد النايحة            |
| 1999        | الهارب                                        | د. عادل عوض / عبده      |
| 2000        | وكيل مطلقات                                   |                         |
| 2000        | أنت عمري                                      | نبيل شق ثيابو           |
| 2001        | ألو جميل ألو هناء                             | جميل الحمصي             |
| 2002        | هولاكو                                        | هولاكو                  |
| 2002        | حنين                                          | أحمد                    |
| 2003        | زمان الصمت                                    | د. ظافر «أبو مشهور»     |
| 2004        | عالمكشوف حلقة بعنوان «كوابيس أبو علي»         | أبو علي                 |
| 2005        | ملوك الطوائف                                  | المعتضد بن عباد         |
| 2005        | زوج الست                                      | هادي                    |
| 2005        | أنا وأربع بنات                                | لطفي الكعيان            |
| 2006        | على طول الأيام                                | سهيل                    |
| 2006        | الوزير وسعادة حرمه                            | حمدي                    |
| 2007        | عيون ورماد                                    | عبد العزيز              |
| 2007        | رجل الانقلابات                                | أبو حسنة                |
| 2008        | نسيم الروح                                    | عثمان باشا              |
| 2008        | رصيف الذاكرة                                  | مهند                    |
| 2009        | مرسوم عائلي                                   | مسعود الحفيانة          |
| 2009        | قاع المدينة                                   | جودت «أبو ماهر»         |
| 2009        | صدق وعده                                      | أبو جهل                 |
| 2009        | الدوامة                                       | حسين طرواح              |
| 2010        | رايات الحق                                    | مسيلمة الكذاب           |
| 2010        | تقاطع خطر                                     | فؤاد                    |
| 2011        | يوميات مدير عام - الجزء الثاني                | أحمد عبد الحق           |
| 2012        | ما بتخلص حكاياتنا حلقة بعنوان «أرواح معلقة»   | ضابط الشرطة             |
| 2012        | زمن البرغوت                                   | المختار أبو وضاح        |
| 2012        | إمام الفقهاء                                  | هشام بن عبد الملك       |
| 2013        | خيبر                                          | عبد الله بن أبي بن سلول |
| 2013        | حفيظ                                          | د. أيمن                 |
| 2013        | حاميها وحراميها                               | صفوت نصار               |
| 2014        | وجوه وراء الوجوه                              | مالك                    |
| 2014        | صرخة روح - الجزء الثاني خماسية «مشاعر مبعثرة» | معروف                   |
| 2014        | باب الحارة - الجزء السادس                     | أبو ظافر                |
| 2015        | دامسكو                                        | مختار                   |
| 2015        | حرائر                                         | صبحي                    |
| 2015        | باب الحارة - الجزء السابع                     | أبو ظافر                |
| 2021        | سلسلة أسرار قصة «صدفة»                        | منير                    |
| 2021        | خريف العشاق                                   | الخال                   |
| 2021        | الكندوش                                       | عزمي بيك                |
| 2022        | الفرسان الثلاثة                               | أبو عماد                |
| 2022        | الكندوش - الجزء الثاني                        | عزمي بيك                |
| 2023        | زقاق الجن                                     | أبو نذير                |
| 2024        | بيت أهلي                                      | نوري                    |
| 2024        | العميل                                        | ملحم                    |

#### الأفلام التلفزيونية
| سنة الإنتاج | الفيلم             | الشخصية        |
| ----------- | ------------------ | -------------- |
| 1985        | أسبوعان وخمسة أشهر | مدحت           |
| 1991        | امرأة مع القانون   | إياس           |
| 1992        | الطوق              | كمال           |
| 1993        | البراءة            | كمال           |
| 1994        | اليوم الطويل       | الأستاذ مسعود  |
| 1994        | الديك              | نشوان          |
| 1995        | الكاميرا الخفية    |                |
| 2002        | صورة               | حسين «أبو علي» |

### في السينما
| سنة الإنتاج | الفيلم            | الشخصية      |
| ----------- | ----------------- | ------------ |
| 1984        | أحلام المدينة     | أبو النور    |
| 1985        | الشمس في يوم غائم |              |
| 1991        | الطحالب           | أبو أسعد     |
| 1998        | الرسالة الأخيرة   | طاهر الطويبي |
| 2010        | مطر أيلول         | كريم         |
| 2015        | الأب              | إبراهيم      |
| 2018        | مسافرو الحرب      | بهاء         |
| 2019        | درب السما         | زياد         |
| 2022        | رحلة يوسف         | يوسف         |
| 2024        | أيام الرصاص       |              |

### تقديم البرامج
| سنة الإنتاج | البرنامج     | القناة          |
| ----------- | ------------ | --------------- |
| 1998        | وزنك ذهب     | تلفزيون أبو ظبي |
| 2009        | لقاء الأجيال | تلفزيون أبو ظبي |
| 2018        | سيبيا        | تلفزيون لنا     |
| 2019        | أنا الأول    | بي إن دراما     |

### الإخراج
| سنة الإنتاج | العمل                                             |
| ----------- | ------------------------------------------------- |
| 1988        | مسرحية رحلة حنظلة                                 |
| 1990        | مسرحية فضيحة في الميناء                           |
| 1992        | مسرحية سوبر ماركت أعيد إنتاجها عام 2008 وعام 2021 |
| 2005        | مسرحية سيدي الجنرال                               |
| 2000        | مسلسل ليل المسافرين                               |
| 2001        | أغنية (يا هوى) للفنانة ميادة بسيليس               |
| 2004        | مسلسل طيور الشوك                                  |
| 2011        | مسلسل ملح الحياة                                  |
| 2011        | مسرحية راجعين                                     |
| 2014        | مسرحية دائرة الطباشير القوقازية                   |
| 2016        | مسلسل أيام لا تنسى                                |
| 2017        | مسرحية اختطاف                                     |
| 2018        | مسرحية فابريكا                                    |
| 2018        | فيلم أمينة                                        |
| 2019        | مسرحية 3 حكايا                                    |
| 2019        | فيلم جبال الشمس                                   |
| 2020        | فيلم غيوم داكنة                                   |

### التأليف والكتابة
| مجموعات قصصية  |                                                           |
| 2008           | ليلة رمادية - (دار بعل)                                   |
| 2015           | أوجاع - (دار نينوى)                                       |
| 2018           | تفاصيل - (دار نينوى)                                      |
| 2020           | وجوه - (دار السعيد)                                       |
| 2021           | سأصير ممثلا - (دار كنعان)                                 |
| الأعمال الفنية |                                                           |
| 1992           | مسرحية سوبر ماركت - إعداد أعيد إنتاجها عام 2008 وعام 2021 |
| 2014           | مسرحية دائرة الطباشير القوقازية - إعداد                   |
| 2017           | مسرحية اختطاف - إعداد                                     |
| 2018           | فيلم مسافرو الحرب - مؤلف                                  |
| 2018           | فيلم أمينة - مؤلف                                         |
| 2019           | برنامج سيبيا - فكرة                                       |
| 2020           | فيلم غيوم داكنة - مؤلف                                    |

## روابط خارجية
- أيمن زيدان على موقع IMDb (الإنجليزية)
- أيمن زيدان على موقع قاعدة بيانات الأفلام العربية